# Малайско-индонезийские исследования

Малайско-индонезийские исследования. Выпуск XVIII

Малайско-индонезийские исследования — серия сборников, выпускаемых обществом «Нусантара» и составляемых главным образом на основе докладов, прочитанных на малайско-индонезийских семинарах и конференциях.  
Серия основана в 1977 г. Среди редакторов-составителей Б.Б. Парникель, В.А. Тюрин, Н.Ф. Алиева, Т.В. Дорофеева, В.В. Сикорский, В.А. Погадаев. Кроме работ российских учёных, сборники серии содержат также статьи известных зарубежных востоковедов: Лорана Мецгера, Анри Шамбер-Луара (Франция); К.А. Аделаара (Австралия); Ирвана Абу Бакара, Ахмата Адама, Рахмы Буджанг (Малайзия); Абдула Хади, Мисбаха Тамрина, Нарудина (Индонезия); В.И. Брагинского, Аннабел Те Гэллоп, (Англия); Януша Камоцкого, Роберта Стиллера, Йоанны Василевска-Добковска (Польша). В оформлении ряда книг принимала участие известный художник-мультипликатор Тамара Владимировна Полетика.

## Книги серии[2]
1. Малайско-индонезийские исследования. Сборник статей памяти академика А. А. Губера. Составитель Б. Б. Парникель. Ред. Н.Ф. Алиева, Д.В. Деопик, М.Н. Пак, В. А. Цыганов. М.: Наука, Главная редакция восточной литературы, 1977, 252 с. (резюме на англ.).
2. Региональная и историческая адаптация культур Юго-Восточной Азии. (Малайско-индонезийские исследования, II). Редактор В. А. Тюрин. Составитель Б. Б. Парникель. М.: Московский центр Русского географического общества, 1982, 128 с.
3. Яванская культура: к характеристике крупнейшего этноса Юго-Восточной Азии (Малайско-индонезийские исследования, III). Отв. редактор и составитель Б. Б. Парникель. М.: Московский центр Русского географического общества, 1988, 84 с. (резюме на англ.).
4. Малайцы: этногенез, государственность, традиционная культура (Малайско-индонезийские исследования, IV). Составитель и ответственный редактор Б. Б. Парникель. М.: Московский центр Русского географического общества, 1991, 108 с. (резюме на англ.).
5. Филиппины в малайском мире (Малайско-индонезийские исследования, V). Ответственные редакторы Т. В. Дорофеева и Б. Б. Парникель. Составитель Б. Б. Парникель. М.: Московский центр Русского географического общества, 1994, 120 с. (резюме на англ.).
6. Города-гиганты Нусантары и проблемы их развития (Малайско-индонезийские исследования, VI). Составитель Б. Б. Парникель. Художник Т.В. Полетика. М., Общество “Нусантара”, 1995, 220 с. (резюме на англ.).
7. Сингапур - перекрёсток малайского мира (Малайско-индонезийские исследования, VII). Составитель и редактор Б. Б. Парникель. Художник Т.В. Полетика. М.: Красная гора, 1996, 92 с. (резюме на англ.).
8. Человек из легенды. К 150-летию со дня рождения Н. Н. Миклухо-Маклая (Малайско-индонезийские исследования, VIII). Составитель и редактор В. А. Погадаев. При участии К.А. Миронова и В.В. Сикорского. М.: Красная гора, 1997, 68 с. (резюме на англ.).
9. Национальное строительство и литературный / культурный процесс в Юго-Восточной Азии. National Build-up and Literary / Cultural Process in South-East Asia. Pembinaan Negara dan Proses Perkembangan Sastera / Budaya di Asia Tenggara. Доклады и выступления на международном семинаре. Москва, 24 - 27 июня 1996 (Малайско-индонезийские исследования IX). Отв. редактор В. А. Погадаев. М., 1997, 408 с. (на рус., англ., мал. и инд. языках, резюме на рус. и англ.).
10. Kebudayaan Nusantara: Kepelbagaian dalam Kesatuan (Культура Нусантары: единство в многообразии). Kajian Melayu-Indonesia X. Penyelenggara B. B. Parnickel. Kuala Lumpur, Dewan Bahasa dan Pustaka, 1987, 278 с. (на малайск. яз.).
11. Малайско-индонезийские исследования. Выпуск XI. Составитель и редактор Б. Б. Парникель. Выпускающий редактор В.А. Погадаев. Художник Т.В. Полетика. М.: Древо жизни, 1998, 92 с. (резюме на англ.).
12. Малайско-индонезийские исследования. Выпуск XII. Редактор и составитель В.А. Погадаев. М.: Издательский дом «Муравей-Гайд», 1999, 192 с. (резюме на англ.).
13. Индонезийский и малайский мир во втором тысячелетии: Основные вехи развития/ Indonesian and Malay World in the Second Millenium: Milestones of Development/ Dunia Melayu dan Indonesia pada alaf kedua: tonggak-tonggak perkembangan. Доклады участников 11-го Европейского коллоквиума по индонезийским и малайским исследованиям. Посвящается памяти проф. Д. Ломбарда.  Ред. Т.В. Дорофеева М., 29 июня — 1 июля 1999 г. М., 2000, 324 с. (резюме на англ.).
14. Малайско-индонезийские исследования. Выпуск XIII—XIV. Составитель и отв. редактор Б.Б. Парникель. Художник Т.В. Полетика. М: Доброе дело. 2001, 116 c. . (резюме на англ.).
15. Малайско-индонезийские исследования. Выпуск XV. Редактор Б.Б. Парникель. Художник Т.В. Полетика.  /Malay-Indonesian Studies. Issue XV/ Moscow: Nusantara Society, The Asia and Pacific Museum, 2002, 184 с. (на англ. яз.).
16. Малайско-индонезийские исследования. Выпуск XVI. Сборник статей в память Б. Б. Парникеля. Ред. Н.Ф. Алиева, Т.В. Дорофеева, В.В. Сикорский. Художник Т.В. Полетика.  М.: Гуманитарий, 2004, 356 с.
17. Малайско-индонезийские исследования, Выпуск XVII. К 75-летию Н. Ф. Алиевой. Составление и редакция Дорофеева Т. В. М.: Академия гуманитарных исследований, 2006, 192 стр. (резюме на англ. яз.
18. Малайско-индонезийские исследования, Выпуск XVIII. В честь 30-летия Общества Нусантара и 40-летия Малайско-индонезийских исследований. Ред. коллегия: Алиева, Н. Ф.; Дорофеева, Т. В.; Сикорский, В. В. М.: «Ключ-С», 2008, 312 с. (резюме на англ.).
19. Малайско-индонезийские исследования, Выпуск XIX. К 80-летию В. В. Сикорского. Сост. и ред. В. А. Погадаев. М.: Экон-информ, 2012, 319 с (резюме на англ.)..
20. Малайско-индонезийские исследования, Выпуск XX. К 50-летию Малайско-индонезийских чтений (1967-2017). К 200-летию Института востоковедения РАН (1818-2018). Редакторы-составители В.А. Погадаев и В.В. Сикорский. М.: Общество «Нусантара», ИВРАН, 2018? 348 c. (резюме на англ.).
21. Малайско-индонезийские исследования, Выпуск XXI. К 80-летию А.К. Оглоблина. Редакторы-составители  В.В. Сикорский и В.А. Погадаев: Экон-информ, 2019, 246 c. (резюме на англ.).